# Fujiwara no Yoshitaka
Fujiwara no Yoshitaka (藤原義孝; 954 – 8 novembre 974) è stato un poeta giapponese waka del medio periodo Heian.
Il suo nome è incluso negli elenchi antologici del Chūko Sanjūrokkasen e dell'Ogura Hyakunin Isshu.

## Biografia
Suo padre era Fujiwara no Koretada e sua madre era Keishi Joō (nipote dell'imperatore Daigo). Ebbe tre figli, fra cui spicca Fujiwara no Yukinari (uno dei Sanseki, un gruppo di tre famosi calligrafi del periodo Heian).

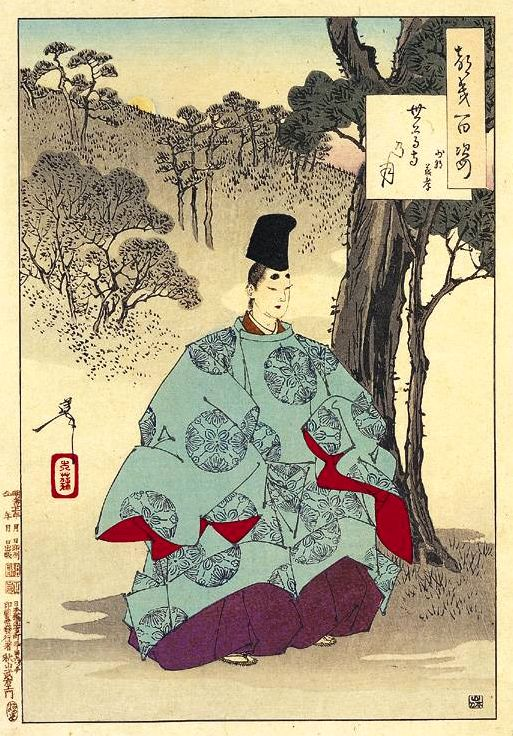
Fujiwara no Yoshitaka da Cento aspetti della luna di Tsukioka Yoshitoshi

Ha servito come capitano delle guardie del corpo di destra (右少将, ushōshō). Quando suo padre morì, Yoshitaka prese in considerazione l'idea di diventare monaco buddista. Nello stesso anno nacque suo figlio, ciò lo dissuase dal perseguire la carriera religiosa.
Morì nel 974, all'età di vent'anni, di vaiolo, lo stesso giorno del fratello gemello. Un'altra teoria è che si sia suicidato perché soffriva delle brutte cicatrici lasciate dal vaiolo che deformavano il suo bel viso un tempo celebrato. Secondo la leggenda, divenne uno spirito vendicativo (Onryō).

## Opera poetica
Dodici sue poesie furono incluse in antologie imperiali e fu elencato come uno dei trentasei immortali della poesia del tardo classico.
La seguente poesia di lui è stata inclusa come n. 50 nell'Ogura Hyakunin Isshu di Fujiwara no Teika:
(Hyakunin Isshu  n° 50)
Lasciò una collezione privata, la Yoshitaka-shū (義孝集).